# Eschatologie chrétienne
 (mars 2025).
Motif : Sourçage bcp trop faible, quasi-absence de sources secondaires, sites non référents et/ou apologétiques utilisés en guise de sources.
L'eschatologie chrétienne est une composante de la théologie chrétienne qui étudie les croyances religieuses concernant les fins dernières. Apparu au XIXe siècle dans la langue théologique et universitaire, le terme « eschatologie » désigne ce qui traite des choses dernières : d'abord la mort, puis par extension les événements derniers et tout ce qui les concerne, notamment la « fin du monde ».

## Étymologie et signification
Le mot eschatologie (du grec ancien : ἔσχατος / eskhatos, « dernier », et λόγος, logos, « discours ») désigne la doctrine constituée par l'histoire ou la recherche des fins dernières de l’homme ou du monde.
Le mot « eschatologie » est employé pour la première fois par le théologien luthérien Philipp Heinrich Friedlieb, dans le titre de son ouvrage Eschatologia seu Florilegium theologicum exhibens locorum de morte, resurrectione mortuorum, extremo iudicio, consummatione saeculi, inferno seu morte aeterna et denique vita aeterna (1644). Le théologien luthérien Abraham Calovius a utilisé le terme dans la dernière partie de sa dogmatique, le Systema locorum theologicorum (1655-1677) : sous le nom de « ΕΣΧΑΤΟΛΟΓΙΑ Sacra », cette partie finale traite des fins dernières, autrement dit des événements à venir en dernier lieu au cours du développement historique voulu par Dieu.
Ce mot a son origine dans un passage du Siracide (7:36) : « Quoi que tu fasses, pense à ta fin (dans la Septante grecque τὰ ἔσχατα σου et dans la Vulgate latine novissima tua), alors tu ne feras jamais rien de mal. » En conséquence, on trouve les deux mots, « eschatologie » et novissima, dans la dernière section des dogmatiques.

## Historique de la «fin des temps» dans la théologie chrétienne
Bien que l'eschatologie soit formellement une division assez récente de la théologie chrétienne, la question de la « fin des temps » a toujours été importante dans la foi chrétienne:
Épître aux Romains 8, 19-25 :
Car la création attend avec impatience la manifestation des fils de Dieu.
Assujettie à la vanité, non de son gré, mais par la volonté de celui qui l'y a soumise, 
elle garde l'espoir qu'elle aussi, la création, sera affranchie de l'esclavage de la corruption pour participer à la liberté glorieuse des enfants de Dieu.
Nous savons en effet que maintenant encore, la création tout entière gémit et souffre les douleurs de l'enfantement.
Pas elle seulement. Nous aussi, possédant les prémices de l'Esprit, nous gémissons en nous-mêmes dans l'attente de notre adoption, c’est-à-dire de la rédemption de notre corps.
Car c'est en espérance que nous avons été sauvés. Or voir ce qu'on espère, ce n'est plus l'espérer, et ce que l'on voit, qu'aurait-on à l’espérer ?
Mais si nous espérons ce que nous ne voyons pas, nous l'attendons avec patience.
Lorsqu'on a commencé à utiliser couramment le mot eschatologie, les traités, les manuels et les dictionnaires qui l'utilisaient indiquaient que les protestants admettent quatre escata, quatre choses dernières (la mort, le jugement, le ciel et l'enfer) alors que les catholiques ajoutaient à cette liste un cinquième élément : le purgatoire. Ainsi définie, l'eschatologie traite strictement de ce qui se passe après le décès et elle concerne uniquement le sort futur de l'individu: que lui arrive-t-il, que devient-il après sa mort?.
Le champ de l'eschatologie chrétienne s'est ensuite élargi et recouvre à l'heure actuelle les questions de la vie après la mort, du retour de Jésus, de la fin des temps, de la résurrection des morts, du Jugement dernier, du renouvellement de la création, de l'enfer et du paradis, de l'établissement du Royaume de Dieu, de l'accomplissement du dessein de Dieu et des prophéties messianiques, et du commencement de l'ère messanique.
Le terme « eschatologie » est souvent utilisé de manière plus populaire et dans un sens plus restreint pour désigner l'étude comparative du livre de l'Apocalypse et d'autres parties de la Bible, telles que le Livre de Daniel et différentes paroles de Jésus dans les Évangiles comme le discours du Mont des Oliviers et le Jugement des Nations, et en particulier la détermination du moment - que beaucoup de chrétiens croient proche - du retour du Christ. Il y a notamment différentes controverses en ce qui concerne l'ordre et la signification des événements qui entoureront le retour du Christ.
Certains chrétiens, notamment parmi les orthodoxes, considèrent que ces discussions sont dangereuses et fondamentalement erronées[réf. nécessaire]. Les théologiens de nombreuses traditions précisent que l'apocalypse ne fut incluse que tardivement dans le Canon, du fait de questionnements sur son utilité. Beaucoup des premiers chrétiens étaient en effet avant tout préoccupés par la question du salut. C'est pourquoi ce livre n'est pas inclus dans la liturgie de la plupart des traditions. Néanmoins, un grand nombre de chrétiens considèrent que l'effort de comprendre ce livre constitue l'un des principaux, si ce n'est le principal, objectifs de la foi chrétienne.
À ces prophéties bibliques s'ajoutent de plus, dans beaucoup de traditions protestantes et catholiques, mystiques ou populaires, différents enseignements ou écrits provenant de personnes ayant reçu une révélation particulière du ciel, d'anges, de saints, ou du Christ lui-même[réf. nécessaire].
Presque toutes les traditions du christianisme croient que les souffrances, l'injustice et la mort continueront jusqu'à ce qu'adviennent le retour du Christ et la fin du monde. L'espérance chrétienne ne sera pas réalisée dans cette vie et certains[réf. nécessaire] préfèrent l'objectif pratique de prier et de travailler à une meilleure vie, accompagnée de plus de bénédictions divines dès maintenant. Il y a toutefois d'autres traditions[réf. nécessaire] qui enseignent que la souffrance doit être éliminée avant le retour du Christ.

## Interprétation des prophéties
On peut distinguer globalement quatre approches différentes dans l'eschatologie chrétienne. Ces différents points de vue viennent de ce qu'il y a différentes manières, plus ou moins littérales, d'interpréter la Bible et en particulier l'Apocalypse.
- L'approche « prétériste » croit que la plupart, voire la totalité des prophéties, et en particulier celle de l'Apocalypse, se sont déjà réalisées. Elle estime que la Révélation prédisait la chute de Jérusalem et la destruction du Temple, dont Jésus avait dit qu'elle serait le signal de la « fin des temps ». Les premiers et les derniers versets de l'Apocalypse disaient que ces événements devaient se produire rapidement et que les temps étaient proches. Pour cette école, l'Apocalypse prophétisait la fin de l'ancienne alliance et le début de la nouvelle alliance.
- L'approche futuriste estime que les événements décrits dans les prophéties se dérouleront dans le futur ou au-delà de l'histoire, après la fin des temps. Cette interprétation est à l'origine de différentes sortes de millénarismes.
- L'approche historiciste développe un système d'interprétation qui suppose que les prophéties de Daniel et de l'Apocalypse partent du temps de l'auteur jusqu'à la Parousie. Sa méthode consiste à dérouler face à face la Bible et l'histoire, dans une continuité chronologique. Pour elle l'écriture annonce des événements qui correspondent à des faits historiques uniques : Dieu pose des jalons prophétiques repérables autant qu'inéluctables tout au long de l'histoire.
- L'approche idéaliste recherche des motifs réguliers ou des lois dans l'histoire de l'humanité ou dans la vie personnelle qui aient une signification religieuse. Cette approche peut se combiner avec l'approche historique ou futuriste de telle sorte que le motif ainsi pris en considération soit vu comme l'écho d'un événement réel ou archétypal, passé ou à venir. De plus, certaines des interprétations de cette approche sont purement métaphoriques.

## Points de vue communs ou divergents entre les trois grands courants chrétiens

### Compréhension commune
Pour les chrétiens de toutes confessions, les fins dernières regardent trois sortes d’événements qui paraissent différents à un regard humain : 
- La mort des individus ;
- La fin des sociétés humaines ou d'une génération (en d'autres termes, la fin « d’un monde ») ;
- La fin du monde, (les évènements de la dernière génération qui vivra sur terre) : c'est le but de l'univers, de l'humanité et de l'Église.

### Différences d'approche
Il faut distinguer trois approches différentes de l'eschatologie chrétienne :
L'eschatologie catholique est fondée, comme toute la doctrine catholique, sur une théologie officielle, approuvée par le Magistère catholique. Elle s'appuie en particulier sur les écrits de saint Augustin, de saint Thomas d'Aquin, sur les dogmes du pape Benoît XII sur le destin individuel, la définition du Concile de Trente sur le purgatoire et les apports du Catéchisme de l'Église catholique (1992) sur l'épreuve finale de l'Église.
L'eschatologie orthodoxe est simplement approuvée par le fait que la majorité des Docteurs de la sainte Tradition l'ont soutenue. Elle est donc faite de l'autorité des Pères dans leur interprétation de l'Écriture.
Les eschatologies protestantes qui peuvent différer selon les dénominations protestantes, qui dépendent de l'interprétation de la Bible faite dans chaque communauté (la théologie protestante se détermine uniquement par rapport aux textes bibliques, en l’occurrence ici les prophètes de l'Ancien Testament, certains passages des évangiles et le livre de l'Apocalypse). Tous sont à présent en accord sur le fait que Jésus a axé toute sa prédication et toute son action sur la venue prochaine du Royaume. Il prêche, il guérit pour préparer la venue de la fin ou pour l'annoncer. L'eschatologie constitue donc le contenu essentiel de la proclamation de l'évangile ; elle se trouve au centre ou au cœur de la foi chrétienne. En raison de la complexité des textes en question, les approches diffèrent ensuite sur les modalités et la date de la « fin du monde ». À plusieurs reprises dans l’histoire des églises protestantes se sont fait remarquer par une eschatologie « millénariste », annonçant l'imminence du retour du Christ, par exemple les adventistes.

## Eschatologie catholique

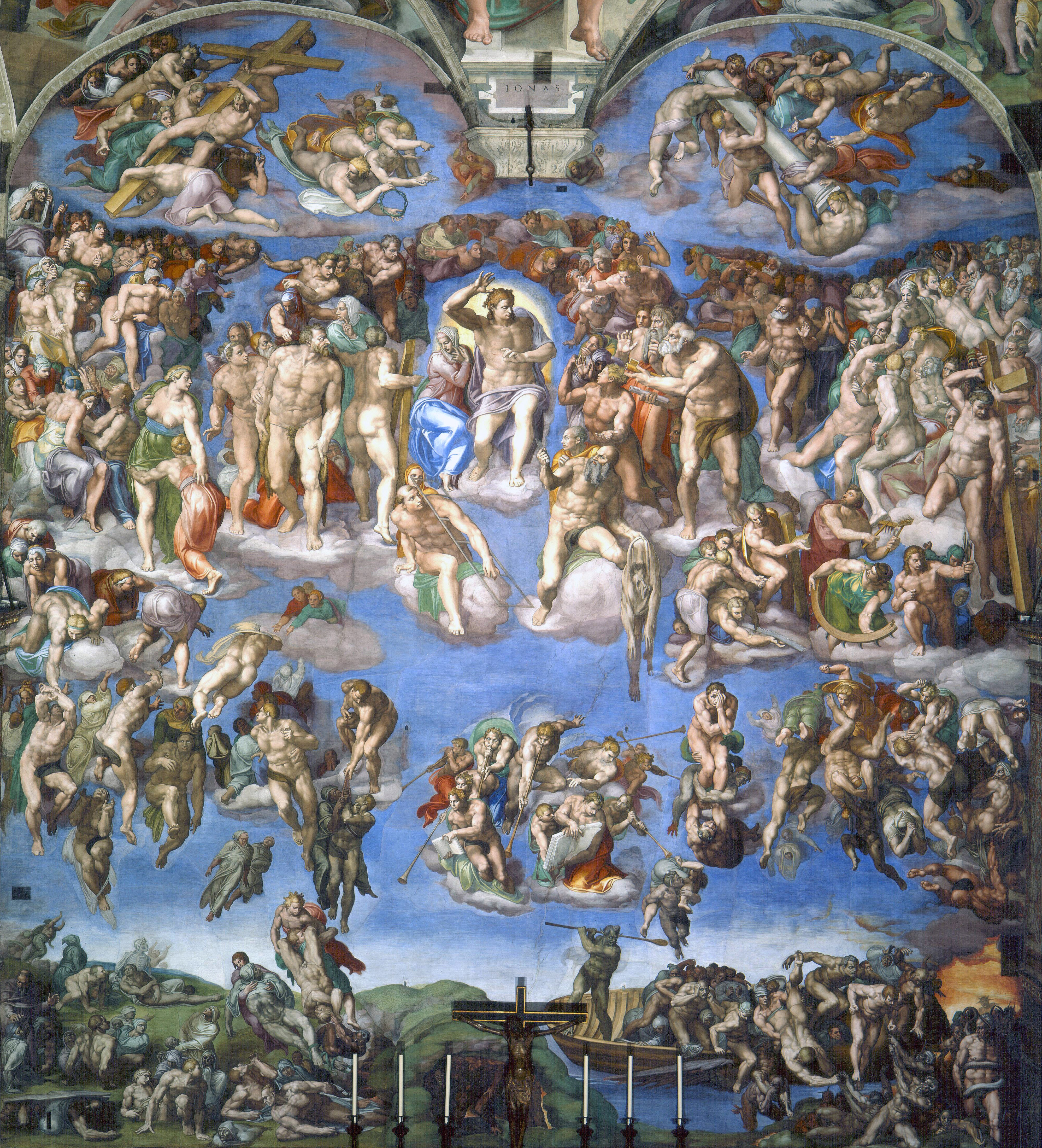
Le Jugement dernier. Fresque de la Chapelle Sixtine par Michel Ange.

Elle a la caractéristique de se fonder, à partir de l'Écriture sainte et de la tradition, sur des textes dogmatiques qui ont été principalement établis à partir du Moyen Âge et jusqu'à aujourd'hui.

### Le destin individuel
La vie terrestre est la première étape d'une purification qui va conduire l'homme, à travers la croissance de la charité, à la vision de Dieu.
En 1336, le pape Benoît XII définit :
« Par la présente constitution, qui restera à jamais en vigueur, et de notre autorité apostolique, Nous définissons que, d’après la disposition générale de Dieu, les âmes de tous les saints qui ont quitté ce monde avant la Passion de notre Seigneur Jésus-Christ: que celles des saints Apôtres, martyrs, confesseurs, vierges et autres fidèles morts après avoir reçu le saint baptême du Christ, en qui il n’y a rien eu à purifier lorsqu’ils sont morts ou en qui il n’y aura rien à purifier lorsqu’ils mourront dans la suite ou encore, s’il y a eu ou qu’il a quelque chose à purifier, lorsque, après leur mort, elles auront achevé de le faire ; que, de même, les âmes des enfants régénérés par ce même baptême du Christ ou encore à baptiser, une fois qu’ils l’auront été, s’ils viennent à mourir avant d’user de leur libre-arbitre, (que toutes les âmes de ces enfants), aussitôt après leur mort et la purification dont nous avons parlé pour celles qui en auraient besoin, avant même la résurrection dans leur corps et le Jugement général, et cela depuis l’Ascension du Seigneur et Sauveur Jésus-Christ au Ciel, ont été, sont et seront au Ciel, au Royaume des cieux et au paradis céleste avec le Christ, admises dans la société des saints anges.
(…)

En outre, nous définissons que, selon la disposition générale de Dieu, les âmes de ceux qui meurent en état de péché mortel descendent aussitôt après leur mort en enfer, où elles sont tourmentées de peines infernales. »

### La fin des générations
Cette deuxième partie de l'eschatologie manifeste comment Dieu conduit chaque génération, à travers ses succès et ses orgueils, vers sa fin et la découverte de son péché. Chaque génération possède ses travers spécifiques et est conduite, à travers la mort de chaque individu et la Venue du Christ.

### La fin du monde
À la différence de beaucoup d'eschatologies millénaristes (condamnées par les dogmes catholiques), l'eschatologie catholique n'attend pas une victoire glorieuse de l'Église sur cette terre. Bien au contraire, le Catéchisme de l'Église catholique (no 675-677) enseigne que, vers la fin, l'Église sera à l'image de son Seigneur crucifié, faible et méprisée du monde. Ce sera la Passion de l'Église, la seconde Passion du Christ, vécue dans son corps mystique qui est l'Église :
« L’Épreuve ultime de l’Église

675 Avant l’avènement du Christ, l’Église doit passer par une épreuve finale qui ébranlera la foi de nombreux croyants (cf. Lc 18, 8 ; Mt 24, 12). La persécution qui accompagne son pèlerinage sur la terre (cf. Lc 21, 12 ; Jn 15, 19-20) dévoilera le « mystère d’iniquité » sous la forme d’une imposture religieuse apportant aux hommes une solution apparente à leurs problèmes au prix de l’apostasie de la vérité. L’imposture religieuse suprême est celle de l’Anti-Christ, c’est-à-dire celle d’un pseudo-messianisme où l’homme se glorifie lui-même à la place de Dieu et de son Messie venu dans la chair (cf. 2 Th 2, 4-12 ; 1 Th 5, 2-3 ; 2 Jn 7 ; 1 Jn 2, 18. 22).

676 Cette imposture antichristique se dessine déjà dans le monde chaque fois que l’on prétend accomplir dans l’histoire l’espérance messianique qui ne peut s’achever qu’au-delà d’elle à travers le jugement eschatologique : même sous sa forme mitigée, l’Église a rejeté cette falsification du Royaume à venir sous le nom de millénarisme (cf. DS 3839), surtout sous la forme politique d’un messianisme sécularisé, « intrinsèquement perverse » (cf. Pie XI, enc. « Divini Redemptoris » condamnant le « faux mysticisme » de cette « contrefaçon de la rédemption des humbles » ; GS 20-21).

677 L’Église n’entrera dans la gloire du Royaume qu’à travers cette ultime Pâque où elle suivra son Seigneur dans sa mort et sa Résurrection (cf. Ap 19, 1-9). Le Royaume ne s’accomplira donc pas par un triomphe historique de l’Église (cf. Ap 13, 8) selon un progrès ascendant mais par une victoire de Dieu sur le déchaînement ultime du mal (cf. Ap 20, 7-10) qui fera descendre du Ciel son Épouse (cf. Ap 21, 2-4). Le triomphe de Dieu sur la révolte du mal prendra la forme du Jugement dernier (cf. Ap 20, 12) après l’ultime ébranlement cosmique de ce monde qui passe (cf. 2 P 3, 12-13). »
C'est donc une victoire par l'humilité et l'amour, une victoire qui se manifestera dans ce monde avec le retour du Christ, et s'établira tout de suite dans l'autre monde que la théologie catholique attend. Pas de royauté terrestre donc, mais au contraire une lente kénose jusqu'à la parousie. Cette Venue du Christ attirera l'humanité entière[réf. nécessaire], celle qui vivra au temps d'un dernier Antéchrist, sauf ceux qui refuseront, vers le salut éternel.

## Eschatologie orthodoxe

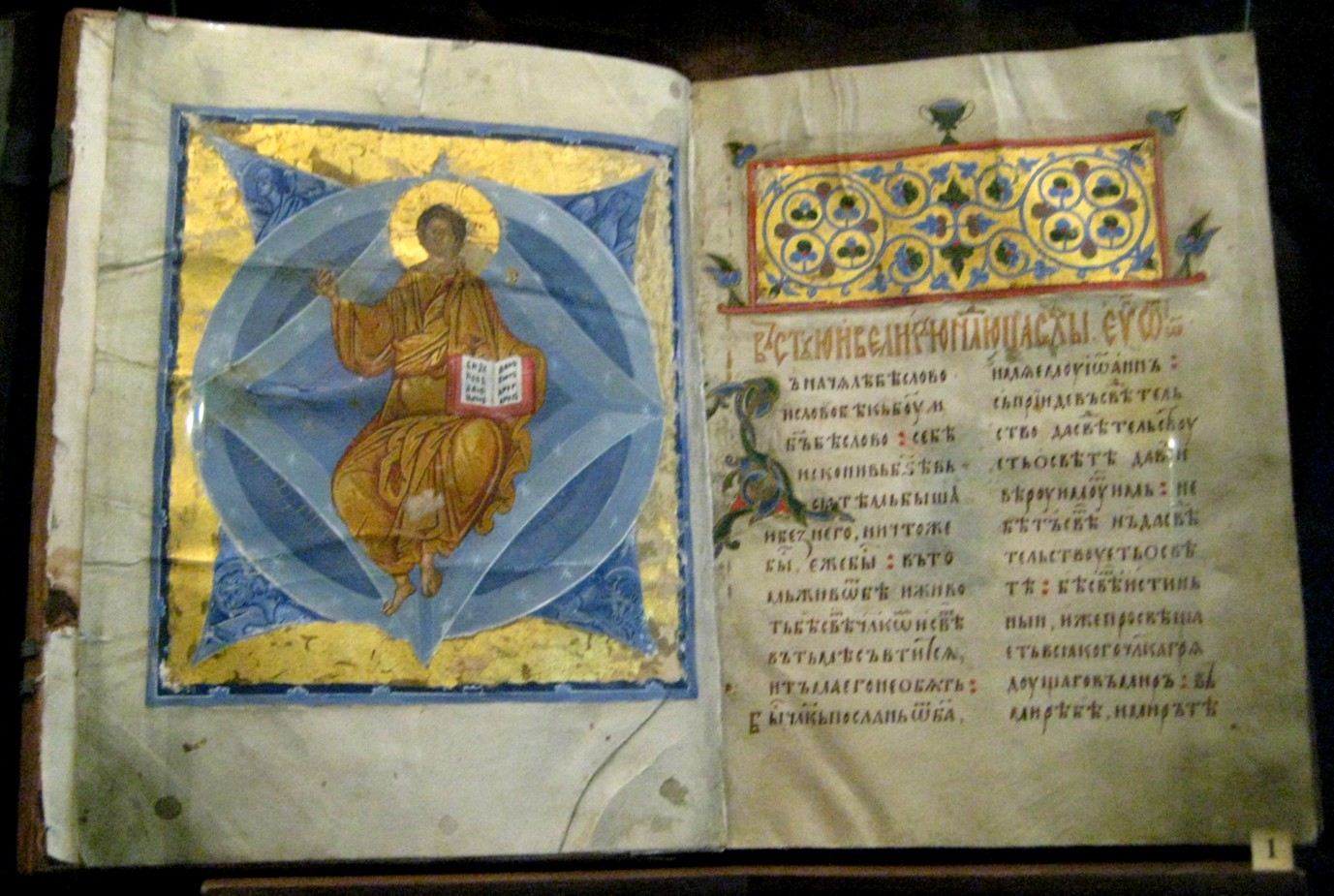
Christ en Gloire d'un évangéliaire du XVIe siècle au monastère Andronikov de Moscou.

## Eschatologies protestantes

### La question de la fin des temps
Initialement l'eschatologie protestante ne s'occupait nullement de la fin du monde, question que l'on considérait parfois comme un problème d'un autre âge, lié à des superstitions passées. L'eschatologie à ses débuts traitait donc seulement de la fin de la vie terrestre de l'individu, seule question jugée pertinente pour la théologie protestante. Certes, l'on admettait que la Bible annonce à plusieurs reprises sinon la fin du monde, du moins la fin de notre temps et qu'elle comporte des passages apocalyptiques, qui parlent d'une série de cataclysmes qui mettraient un terme à l'état présent des choses, mais théologiquement on n'accordait que peu d'attention à ces thèmes.
Vers 1900, les travaux de deux spécialistes du Nouveau Testament, Johannes Weiss et Albert Schweitzer, vont conduire à transformer et à élargir le sens du mot eschatologie. À peu près simultanément, mais sans se connaître, travaillant chacun de leur côté, ils arrivent à la conclusion, dans des livres dont la parution a fait grand bruit, que la perspective d'une fin des temps imminente domine et explique la prédication et les actions de Jésus. À partir de cette date, trois nouveaux « escata » s'ajoutent aux quatre ou cinq « escata » traditionnels (mort, jugement, terre, ciel et, pour les catholiques, purgatoire) : d'abord, le retour du Christ (ce qu'on appelle la parousie du grec parousia, qui veut dire « venue », « arrivée », qui correspond à ce que déclare le Symbole des apôtres, il « reviendra pour juger les vivants et les morts ») ; ensuite, la résurrection des morts, comprise ici comme globale et générale ; et enfin, la transformation du monde, l'établissement du Royaume. Ces notions prennent une importance telle qu'ils éclipsent les premiers concepts.

#### Orthodoxie
- Charles Syliane, « Éternité et histoire : le problème de l’eschatologie chez Nicolas Berdiaev », Laval théologique et philosophique, vol. 54, no 3,‎ octobre 1998 (lire en ligne)
- P. Alexandre Turincev, « Une approche de l’eschatologie orthodoxe », dans Dieu est vivant : Catéchisme pour les familles par un groupe de chrétiens orthodoxes, Cerf, 1979, p. 426-431

#### Autres confessions chrétiennes
- Romano Guardini, Les fins dernières, réed. Saint Paul éditions religieuses, Paris, 1999.  (ISBN 9782850497841)
- Jean Carmignac, Le Mirage de l'Eschatologie, Letouzey et Ané, 1979
- Jean Flori, L'islam et la fin des temps : L’interprétation prophétique des invasions musulmanes dans la chrétienté médiévale, Paris, Seuil, 2007, 444 p. (ISBN 9782020592666, présentation en ligne)
- Nathanaël Pujos, Ce qui nous attend après la mort, Parole et Silence, 2012.  (ISBN 978-2889180332)
- Jean Flori, La fin du monde au Moyen Âge, J-P Gisserot, Paris, 2008.
- Étienne Fouilloux, Christianisme et eschatologie. Dieu Vivant 1945-1955, Paris, CLD éditions, 2015.
- Peter K. Klein, « Programmes eschatologiques, fonction et réception historique des portails du XIIe s. : Moissac - Beaulieu - Saint-Denis », Cahiers de civilisation médiévale, vol. 33e année, no 132,‎ octobre-décembre 1990, p. 317-349. (lire en ligne)